# Брязова (Хунедоара)
Брязова (рум. Breazova) — село у повіті Хунедоара в Румунії. Входить до складу комуни Сармізеджетуса.
Село розташоване на відстані 286 км на північний захід від Бухареста, 39 км на південь від Деви, 124 км на схід від Тімішоари.

## Населення
За даними перепису населення 2002 року у селі проживали 184 особи, усі — румуни. Усі жителі села рідною мовою назвали румунську.